# レッド・バイキング
レッド・バイキング (Red Viking) は、アクアビットベースのカクテル。

## 由来
ヴァイキングで知られるデンマークの首都コペンハーゲンにある店、トロカデロ・バーのガストン・アヌールが作ったカクテル。1958年ブリュッセルで開かれた第4回万国博覧会のカクテル競技会で1位を獲得した。

## 標準的なレシピ
- アクアビット：30ml
- マラスキーノ：30ml
- ライム・ジュース：30ml

## 作り方
1. シェークする。
2. 氷を入れたオールド・ファッションド・グラスに注ぐ。